# Fontan
Fontan – miejscowość i gmina we Francji, w regionie Prowansja-Alpy-Lazurowe Wybrzeże, w departamencie Alpy Nadmorskie, położona nad rzeką Roya.
Według danych na rok 1990 gminę zamieszkiwało 230 osób, a gęstość zaludnienia wynosiła 5 osób/km² (wśród 963 gmin regionu Prowansja-Alpy-W. Lazurowe Fontan plasuje się na 599. miejscu pod względem liczby ludności, natomiast pod względem powierzchni na miejscu 161.).